# Litouwen op het Eurovisiesongfestival 2015
Litouwen nam deel aan het Eurovisiesongfestival 2015 in Wenen, Oostenrijk. Het was de 16de deelname van het land op het Eurovisiesongfestival. De LRT was verantwoordelijk voor de Litouwse bijdrage voor de editie van 2015.

## Selectieprocedure
Op 4 juni 2014 maakte de Litouwse nationale omroep bekend te zullen deelnemen aan de komende editie van het Eurovisiesongfestival. In september werd duidelijk dat LRT voor een gelijkaardig format opteerde als het voorgaande jaar om de Litouwse kandidaat te selecteren. Op 31 oktober openden twee aparte inschrijvingen: een voor artiesten en een voor nummers. Na het verstrijken van de deadline, op 15 december 2014, deelde LRT mee 168 nummers te hebben ontvangen, oftewel 62 meer dan een jaar eerder, waarvan er uiteindelijk elf werden geselecteerd voor competitie. Het aantal artiesten dat zich inschreef, werd niet meegedeeld.
Eurovizijos deed aldus net als in 2013 en 2014 dienst als nationale preselectie voor het Eurovisiesongfestival. Het format onderging enkele kleine aanpassingen in vergelijking met het jaar voordien. Er werden twaalf artiesten geselecteerd die mochten deelnemen aan Eurovizijos. De hele selectieprocedure zou acht weken in beslag nemen, en net als vorig jaar worden gepresenteerd door Simona Nainė en Arūnas Valinskas. De punten werden voor de helft uitgereikt door de televoters en voor de andere helft door een Litouwse vakjury, aangevuld met één muziekexpert uit Georgië, één uit Nederland en één uit het Verenigd Koninkrijk. Tijdens de voorrondes won bij een gelijkspel de favoriet van de televoters, tijdens de laatste twee shows (waarin het lied en de artiest worden bepaald) kreeg bij een gelijkstand de favoriet van de vakjury de voorkeur.
De Litouwse preselectie bestond uit twee aparte zoektochten: één naar een nummer en vervolgens naar een geschikte artiest. Op 3 en 10 januari vonden de eerste twee voorrondes plaats, waarin de twaalf artiesten eerst een Litouwse en de week nadien een internationale klassieker ten gehore brachten. De eerste week viel niemand af. De punten van de eerste twee shows werden samengeteld, en de kandidaat die het slechtste scoorde moest als eerste de wedstrijd verlaten. In de derde show werden de potentiële inzendingen vrijgegeven. Elke week vielen vervolgens twee kandidaten en twee nummers af, totdat er in de zevende show drie nummers en drie artiesten overbleven. In de vierde show viel er maar één artiest af, aangezien Milita Daikerytė door ziekte noodgedwongen moest afhaken. In die zevende show, op 14 februari, werd vervolgens het lied bepaald dat namens Litouwen naar Wenen zal gaan. Dit werd This time.  Een week later werd de artiest gekozen. Het was eerst de bedoeling dat alle artiesten individueel zouden zingen maar Monika Linkytė en Vaidas Baumila kozen er toch uiteindelijk voor om als duo te gaan. De twee wonnen unaniem bij de jury en kregen ook de meeste stemmen van het publiek thuis, waardoor ze Litouwen mochten vertegenwoordigen op het Eurovisiesongfestival 2015.

## Eurovizijos 2015

### Voorrondes
3 januari 2015
| Plaats | Artiest            | Lied (buiten competitie)       |
| ------ | ------------------ | ------------------------------ |
| 1      | Tadas Juodsnukis   | Nakty                          |
| 2      | Vaidas Baumila     | Aš tik žmogus                  |
| 3      | Milita Daikerytė   | Tarp tavęs ir manęs            |
| 4      | Edgaras Lubys      | Širdis ant balto sniego        |
| 5      | Mia                | Man patinka                    |
| 6      | Liepa Mondeikaitė  | Aš mylėjau tave tau nežinant   |
| 7      | Jurgis Bruzga      | 1000 dienų                     |
| 8      | Reda Striškaitė    | Kai sirpsta vyšnios Suvalkijoj |
| 9      | Monika Linkytė     | Besieliai                      |
| 10     | Neringa Šiaudikytė | Meilę skolingas tau            |
| 11     | Rollikai           | Violeta                        |
| 12     | Wilma La           | Laužo šviesa                   |

10 januari 2015
| Plaats | Artiest            | Lied (buiten competitie)     |
| ------ | ------------------ | ---------------------------- |
| 1      | Monika Linkytė     | Queen of the night           |
| 2      | Vaidas Baumila     | Hallelujah                   |
| 3      | Edgaras Lubys      | Get lucky                    |
| 4      | Mia                | Chandelier                   |
| 5      | Milita Daikerytė   | Only love can hurt like this |
| 6      | Jurgis Bruzga      | Locked out of heaven         |
| 7      | Reda Striškaitė    | If I were a boy              |
| 8      | Tadas Juodsnukis   | Here I go again              |
| 9      | Liepa Mondeikaitė  | What a wonderful world       |
| 10     | Wilma La           | Set fire to the rain         |
| 11     | Neringa Šiaudikytė | Euphoria                     |
| 12     | Rollikai           | Let's get loud               |

17 januari 2015
| Plaats | Artiest            | Lied                  |
| ------ | ------------------ | --------------------- |
| 1      | Monika Linkytė     | The right way         |
| 2      | Edgaras Lubys      | Not perfect           |
| 3      | Liepa Mondeikaitė  | Feel my love          |
| 4      | Tadas Juodsnukis   | No more tears         |
| 5      | Vaidas Baumila     | This time             |
| 6      | Milita Daikerytė   | Dangerous (SOS)       |
| 7      | Mia                | Say you love me       |
| 8      | Neringa Šiaudikytė | Flying (skęstu)       |
| 9      | Jurgis Brūzga      | Take my love          |
| 10     | Reda Striškaitė    | Es tut mir nicht leid |
| 11     | Wilma La           | Factory hearts        |

24 januari 2015
| Plaats | Artiest            | Lied            |
| ------ | ------------------ | --------------- |
| 1      | Mia                | The right way   |
| 2      | Liepa Mondeikaitė  | Take my love    |
| 3      | Edgaras Lubys      | This time       |
| 4      | Jurgis Brūzga      | No more tears   |
| 5      | Monika Linkytė     | Flying (skęstu) |
| 6      | Vaidas Baumila     | Not perfect     |
| 7      | Neringa Šiaudikytė | Feel my love    |
| 8      | Tadas Juodsnukis   | Factory hearts  |
| 9      | Milita Daikerytė   | Dangerous (SOS) |

31 januari 2015
| Plaats | Artiest            | Lied                                  |
| ------ | ------------------ | ------------------------------------- |
| 1      | Mia                | Take my love (duet met Edgaras Lubys) |
| 2      | Vaidas Baumila     | The right way                         |
| 3      | Monika Linkytė     | No more tears                         |
| 4      | Edgaras Lubys      | Take my love (duet met Mia)           |
| 5      | Jurgis Brūzga      | This time                             |
| 6      | Liepa Mondeikaitė  | Skęstu                                |
| 7      | Neringa Šiaudikytė | Dangerous (S.O.S.)                    |

7 februari 2015
| Plaats | Artiest        | Lied                                |
| ------ | -------------- | ----------------------------------- |
| 1      | Monika Linkytė | This time (duet met Vaidas Baumila) |
| 1      | Monika Linkytė | Dangerous (S.O.S.)                  |
| 2      | Mia            | Feel my love                        |
| 2      | Mia            | Flying                              |
| 3      | Vaidas Baumila | This time (duet met Monika Linkytė) |
| 3      | Vaidas Baumila | Take my love                        |
| 4      | Edgaras Lubys  | Not perfect                         |
| 4      | Edgaras Lubys  | No more tears                       |
| 5      | Jurgis Brūzga  | The right way                       |
| 5      | Jurgis Brūzga  | The sound of colours                |

### Selectie lied
14 februari 2015
| Plaats | Lied               |
| ------ | ------------------ |
| 1      | This time          |
| 2      | The right way      |
| 3      | Dangerous (S.O.S.) |

### Selectie artiest

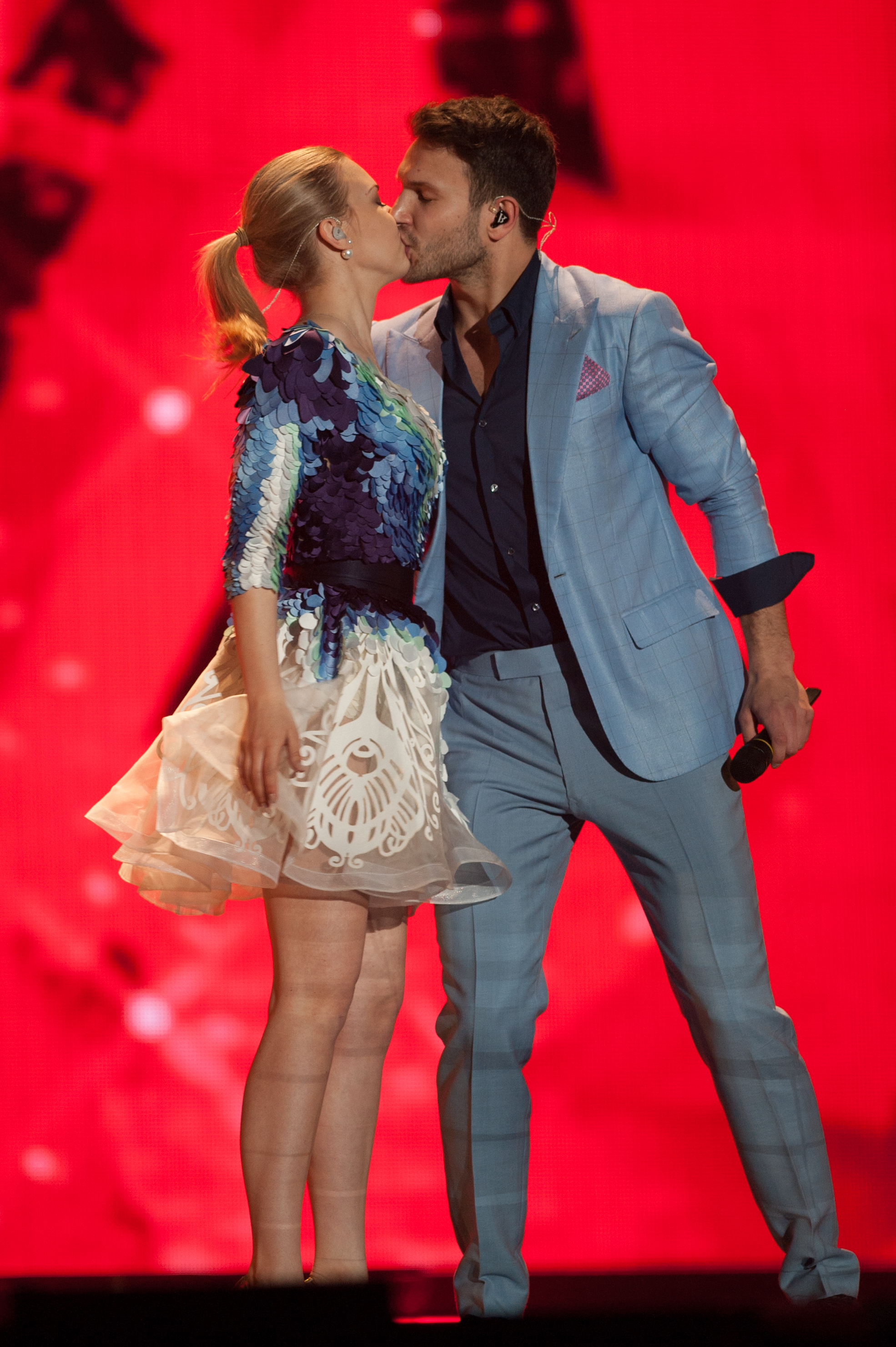
Monika Linkytė en Vaidas Baumila

21 februari 2015
| Plaats | Artiest                         |
| ------ | ------------------------------- |
| 1      | Vaidas Baumila & Monika Linkytė |
| 2      | Mia                             |

## In Wenen
Litouwen trad in Wenen in de tweede halve finale op donderdag 21 mei aan. Monika Linkytė & Vaidas Baumila traden als eerste van de zeventien landen aan, voor Molly Sterling uit Ierland. Litouwen werd zevende met 67 punten waarmee het doorging naar de finale op 23 mei.
In de finale trad Litouwen als zevende van de 27 acts aan, na Genealogy uit Armenië en voor Bojana Stamenov uit Servië. Litouwen eindigde als achttiende met 30 punten.
1994 · 1995-1998 · 1999 · 2000 · 2001 · 2002 · 2003 · 2004 · 2005 · 2006 · 2007 · 2008 · 2009 · 2010 · 2011 · 2012 · 2013 · 2014 · 2015 · 2016 · 2017 · 2018 · 2019 · 2020 · 2021 · 2022 · 2023 · 2024 · 2025
Albanië · Armenië · Australië · Azerbeidzjan · België · Cyprus · Denemarken · Duitsland · Estland · Finland · Frankrijk · Georgië · Griekenland · Hongarije · Ierland · IJsland · Israël · Italië · Letland · Litouwen · Macedonië · Malta · Moldavië · Montenegro · Nederland · Noorwegen · Oostenrijk · Polen · Portugal · Roemenië · Rusland · San Marino · Servië · Slovenië · Spanje · Tsjechië · Verenigd Koninkrijk · Wit-Rusland · Zweden · Zwitserland